# Pont-d'Ouilly
Pont-d'Ouilly è un comune francese di 175 abitanti situato nel dipartimento del Calvados nella regione della Normandia.
Bagnato dalle acque dell'Orne, il territorio comunale fa parte della regione cosiddetta Svizzera normanna.

## Società

### Evoluzione demografica
Abitanti censiti